# Bahnhof Dahn
Der Bahnhof Dahn ist der wichtigste von insgesamt vier Bahnhöfen innerhalb der rheinland-pfälzischen Landstadt Dahn. Er besitzt ein Bahnsteiggleis und ein bahnsteigloses Kreuzungsgleis. Der Bahnhof liegt im Verbundgebiet des Verkehrsverbundes Rhein-Neckar (VRN) und gehört zur Tarifzone 200.
Er wurde am 1. Dezember 1911 als Durchgangsbahnhof der von Hinterweidenthal nach Bundenthal-Rumbach führenden Wieslauterbahn eröffnet. Der reguläre Personenverkehr fand bis 24. September 1966 statt, der Güterverkehr endete im Mai 1995. Seit 1997 wird der Bahnhof im Freizeitverkehr wieder von Personenzügen bedient.

## Lage
Der Bahnhof befindet sich am nordwestlichen Siedlungsrand von Dahn. Die Wieslauterbahn verläuft in diesem Bereich von Nordnordwest nach Südsüdost. Parallel zum Bahnhof verläuft im Westen die städtische Außermühlstraße und im Osten die Pirmasenser Straße. Letztere ist zugleich Bestandteil der Bundesstraße 427. Dominiert wird der Bahnhof vom nahen Jungfernsprung, der weiter südöstlich mitten ins Siedlungsgebiet hineinragt.

## Geschichte

### Bahnprojekte rund um Dahn
Erste Pläne für den Bau einer Eisenbahnstrecke über Dahn bestanden schon 1862. Die Strecke sollte von Zweibrücken aus über Pirmasens, Kaltenbach und Bergzabern verlaufen und bei Winden in die 1855 eröffnete Pfälzische Maximiliansbahn einmünden. In Konkurrenz zu dieser stand die projektierte Südpfalzbahn Landau–Zweibrücken, die entlang der Queich und der Rodalb verlaufen sollte. Da der Bau einer Bahnlinie über Dahn aufgrund der Topographie sich als schwierig gestaltet hätte, wurde die 1874 und 1875 eröffnete Südpfalzstrecke gebaut.
Nach dem Deutsch-Französischen Krieg fiel das benachbarte Elsass-Lothringen an das neu gegründete Deutsche Kaiserreich. Daraufhin strebte sie elsässische Stadt Weißenburg an, eine Transitstrecke entlang der Wieslauter über Dahn und Selz bis nach Rastatt zu errichten. Im Jahr 1873 konstituierte sich in Dahn ein Komitee, das ähnliche Pläne verfolgte. Parallel plante die Direktion der Pfälzischen Eisenbahnen eine Bahnlinie von Hinterweidenthal nach Bergzabern.
Die unterschiedlichen Vorstellungen über den Verlauf einer Strecke über Dahn hielten sich bis in die 1890er Jahre. Bergzabern, seit 1870 Endpunkt der aus Winden kommenden Strecke, wollte letztere bis nach Dahn verlängert haben, während Dahn eine Strecke nach Weißenburg forcierte. 1899 begann von bayerischer Seite die Planung einer Verbindung in der Relation Pirmasens–Lemberg–Dahn–Weißenburg. Nachdem sich herausstellte, dass der finanzielle Aufwand einer solchen Strecke zu teuer sein würde, fiel die Entscheidung zugunsten einer Stichstrecke über Hinterweidenthal bis nach Bundenthal.

### Weitere Entwicklung
Die Genehmigung für den Bau der Strecke erfolgte 1904. Sieben Jahre später, am 1. Dezember 1911, fand die Streckeneröffnung statt. Der Bahnhof, an dem im Zuge der Feierlichkeiten eine Kapelle auftrat, bildete einen von insgesamt vier Unterwegsbahnhöfen zwischen Kaltenbach Ost und Bundenthal-Rumbach.
1922 erfolgte die Eingliederung des Bahnhofs in die neu gegründete Reichsbahndirektion Ludwigshafen. 1935 stattete die die Reichsbahn den Bahnhof mit Bruchsaler Stellwerken und neuer Signaltechnik aus. Im Zuge der Auflösung der Ludwigshafener Direktion wechselte er zum 1. April 1937 in den Zuständigkeitsbereich der Direktion Mainz. Das Empfangsgebäude des Bahnhofs fiel im März 1945 den Kampfhandlungen des Zweiten Weltkriegs zum Opfer.

### Nachkriegszeit
Die Deutsche Bundesbahn (DB), die ab 1949 für den Bahnbetrieb zuständig war, gliederte den Bahnhof in die Bundesbahndirektion Mainz ein, der sie alle Bahnlinien innerhalb des neu geschaffenen Bundeslandes Rheinland-Pfalz zuteilte. In den 1950er Jahren besaß er drei Rampen. Bedingt durch die damaligen Gleisanlagen war er ein Inselbahnhof, da Bahnsteig, Güterschuppen und das Fundament des zerstörten Bahnhofsgebäudes annähernd dreieckförmig von Gleisen umschlossen waren. 1959 erhielt der Bahnhof ein neues Betriebsgebäude, das sich architektonisch an seinen Vorgänger und an die übrigen Bahnhöfe entlang der Strecke anlehnt.
Da die Wieslauterbahn pro Jahr ein Defizit an annähernd einer Million DM verursachte, konkretisierten sich die Pläne, die Personenbeförderung einzustellen. 1966 rief der damalige Ortsbürgermeister von Dahn die Bevölkerung auf, dagegen zu protestieren. Am 24. September des Jahres endete der reguläre Personenverkehr. Die Bevölkerung protestierte gegen dieses Vorhaben so vehement, dass sie die Abschiedsfahrt des letzten fahrplanmäßigen Zuges, der um 11:30 Uhr im Dahner Bahnhof ankam, um mehrere Stunden verzögerte. Da die Demonstranten die Strecke teilweise gezielt blockierten, wurde die Polizei gegen sie eingesetzt. Lediglich der Ausflugszug Bundenthaler verkehrte als Zugeständnis vorerst weiterhin an Sonn- und Feiertagen.

### Jüngere Vergangenheit
Im Zuge der schrittweisen Auflösung der Mainzer Direktion Anfang der 1970er Jahre war mit Wirkung zum 1. August 1971 erneut deren Pendant in Saarbrücken für den Bahnhof zuständig. Der Bundenthaler, der trotz seines Namens zuletzt lediglich bis Dahn fuhr, wurde im Mai 1976 ebenfalls eingestellt. 1978 veranlasste die DB die Entfernung der Signalanlagen; fortan wurde der Bahnhof vom Haltepunkt Hinterweidenthal an der Bahnstrecke Landau–Rohrbach gesteuert. Ein Jahr später wurde der Fahrkartenschalter im Bahnhof geschlossen, der, obwohl er zu diesem Zeitpunkt keinen regulären Personenverkehr mehr aufwies, innerhalb der Direktion Saarbrücken zu den fünf Stationen mit den meistverkauften Pauschalreisen gehörte.
Zum 1. Juni 1997 wurde der Personenverkehr am Wochenende reaktiviert. In den Folgejahren wurde das Angebot etwas erweitert. Güterverkehr findet seit 1995 nicht mehr statt. Derzeit ist der Bahnhof entlang der Strecke zwischen Hinterweidenthal Ost und Bundenthal-Rumbach die einzige Station, an der Zugkreuzungen möglich sind. Das westliche Gleis wird ausschließlich bei Zugbegegnungen oder zum Abstellen verwendet.
Seit dem Jahr 2000 lag der Bahnhof wie die gesamte Westpfalz im Gebietl des Westpfalz-Verkehrsverbundes (WVV), der sechs Jahre später im Verkehrsverbund Rhein-Neckar (VRN) aufging.

## Bauwerke
Das erste Empfangsgebäude war wie seine Pendants an den übrigen Bahnhöfen der Strecke ein Fachwerkbau. Außen am Bahnsteigdach befanden sich Lampen. Nach seiner Zerstörung im März 1945 existierten lediglich seine Fundamente, ehe es 1959 einen Nachfolger in einem ähnlichen Baustil erhielt, der 2012 von einem Gastronomiebetrieb genutzt wurde. Im Zuge einer geplanten Umgehungsstraße im Bahnhofsbereich war jedoch sein Abriss geplant. Hinzu kam außerdem ein inzwischen nicht mehr existenter Güterschuppen.

## Verkehr

### Personenverkehr
Der erste Fahrplan verzeichnete insgesamt vier Zugpaare. An Wochenenden war das Zugangebot meist etwas breiter gefächert.
In den ersten Jahren nach der Reaktivierung der Personenbeförderung an Sonn- und Feiertagen 1997 verkehrten zwei Zugpaare, deren Anzahl später auf vier erhöht wurde. 2021 verkehrten samstags und sonntags fünf Zugpaare und mittwochs drei Zugpaare.

### Güterverkehr
Bedeutende Güterkunden vor Ort waren die Spankorbfabrik Frank sowie die Raiffeisengenossenschaft. Nach der Einstellung des Personenverkehrs blieb der Bahnhof Dahn zunächst ein Gütertarifpunkt entlang der Strecke. Bis Ende der 1980er Jahre verfügte der Bahnhof über ein Ladegleis. In den 1930er Jahren empfing der Bahnhof hauptsächlich Bau- und Brennstoffe, weil in seinem Einzugsgebiet der Westwall errichtet wurde. Die Zahlen im Güterverkehr waren nach dem Zweiten Weltkrieg kontinuierlich rückläufig: Wurden 1972 1930 Tonnen Stückgut im Bahnhof empfangen, waren es zehn Jahre später nur noch 1012. Dasselbe Bild gab es beim Versand: 586 Tonnen im Jahr 1972 standen 53 Tonnen 1982 gegenüber. Aus dem Gütergleis östlich der Betriebsgebäude wurden durch Rückbau zwei Stumpfgleise, deren Demontage 1997 erfolgte. Dennoch befand sich in diesem Bereich 2012 ein Gleisrest. Am 2. Mai 1995 fuhr zum letzten Mal ein Güterzug im Bahnhof ein, auf der Strecke wurde 26 Tage später der Güterverkehr offiziell eingestellt wurde.